# 로스트 시티 (2022년 영화)
《로스트 시티》(영어: The Lost City)는 2022년 개봉한 미국의 로맨스, 모험, 코미디 영화로, 니 형제가 감독을 맡았다. 샌드라 불럭, 채닝 테이텀, 대니얼 래드클리프가 출연한다.

## 줄거리
주인공 로레타는 고고학도 출신으로서 유적 탐험을 소재로 한 로맨스 소설 시리즈로 유명세를 얻은 인기 작가다. 하지만 그녀의 고고학에 대한 진실된 열정과 달리 그녀의 소설 독자들은 표지 모델로 출연하고 있는 무식한 근육질남 앨런에게만 관심이 있었다. 앨런은 사실 로레타에게 연심을 품고 있었지만, 로레타는 5년 전 남편과 사별한 후 연애와는 담을 쌓은 상태였다.
소설 출간 기념 행사 날에도 작품이 아닌 앨런에게만 관심이 몰리자 질려 버린 로레타는 현장을 뛰쳐나가는데, 그 순간 괴한에게 납치를 당한다. 납치범의 정체는 재벌 2세 애비게일 페어팩스였다. 그는 동생들에게 이권을 전부 빼앗긴 열등감을 해소하기 위해 대서양의 어느 섬에 숨겨져 있다는 '불의 왕관'의 전설을 파헤치는 데 집착하고 있었다. 마침 로레타의 소설에서 이를 소재로 심도 있게 다루고 있었기에, 로레타야말로 불의 왕관을 찾아내는 데 적격이라고 여겨 납치한 것이다. 로레타는 페어팩스에게 강제로 이끌려 전설이 깃든 섬으로 가서 수수께끼의 고대 문자를 해독해야 하는 처지에 놓이게 된다.
한편 로레타의 납치를 목격한 앨런은 이를 로레타의 매니저 베스에게 알린다. 경찰에도 신고하지만 별 도움이 되지 않자, 앨런은 알고 지내던 네이비 실 출신의 CIA 요원 잭에게 연락해 그와 함께 직접 로레타를 구하러 가게 된다. 어설프고 무능한 앨런과 달리 잭은 놀라운 실력으로 붙잡혀 있던 로레타를 찾아내지만, 페어팩스 일당의 총에 맞고 쓰러진다. 앨런은 대신 로레타를 데리고 가까스로 정글로 도망친다. 이때 로레타는 앨런의 조언을 무시하고 고대 문자가 쓰인 양피지 조각을 갖고 나온다.
정글에서 헤매던 로레타와 앨런는 티격태격하기도 하지만 이내 서로의 속마음을 털어 놓으며 관계가 깊어진다. 그리고 힘을 합쳐 그들을 뒤쫓으러 온 페어팩스의 부하들을 격퇴하기도 한다. 이윽고 인근 마을에 도착한 두 사람은 그곳에 머물며 구조를 기다리려다가, 마을 주민이 부르던 구전 민요의 가사에서 우연찮게 '불의 왕관'이 숨겨진 유적을 찾아낼 단서를 얻는다. 그러나 두 사람은 갑작스레 나타난 페어팩스에게 붙잡히고 만다.
페어팩스는 앨런을 인질로 잡고 로레타를 협박하여 유적이 있는 동굴로 향한다. 그러나 유적에 당도하자 밝혀진 사실은, 페어팩스가 기대한 보물 따윈 없었으며 '불의 왕관'은 사실 고대의 왕이 여왕에게 고백하기 위해 붉은 조개껍데기를 엮어 만든 사랑의 증표였다는 것이었다. 이에 허탈감에 분노한 페어팩스는 로레타와 앨런을 왕과 여왕의 관 속에 가둬버리고 떠난다. 관 속에서 죽을 위기에 처한 로레타와 앨런은 다행히도, 그들을 동정한 페어팩스의 부하 라피가 남기고 간 쇠지렛대를 이용해 탈출하는 데 성공한다.
그 무렵 로레타를 구출하기 위해 매니저 베스가 배를 타고 동굴에 도착한다. 라피에게 타고 온 보트를 빼앗긴 페어팩스가 거짓말로써 먼저 구출되지만, 뒤이어 나타난 로레타와 앨런이 진실을 밝히자 페어팩스는 체포된다. 구조된 이후, 로레타는 이 모험을 소설로 남기고 앨런과 연인이 되어 함께 북투어를 떠난다.

## 출연진
- 샌드라 불럭 - 로레타 세이지
- 채닝 테이텀 - 앨런 캐프리슨 / 대시 맥마흔
- 대니얼 래드클리프 - 애비게일 페어팩스
- 데이바인 조이 랜돌프 - 베스 해튼
- 브래드 피트 - 잭 트레이너
- 패티 해리슨 - 앨리슨
- 오스카 누녜스 - 오스카르
- 레이먼드 리 - 고메스 경관
- 보언 양 - 레이 더 모더레이터
- 엑토르 아니발 - 라피
- 토머스 포브스존슨 - 줄리언
- 슬라이 루이스 - 셰이즈
- 스티븐 랭 - 소설 속 악당
- 애덤 니 - 소여 경관